# Lilla Ångtjärnen
Lilla Ångtjärnen är en sjö i Ludvika kommun i Dalarna och ingår i Norrströms huvudavrinningsområde.